# ダッシュ一番歌謡曲
ダッシュ一番歌謡曲（ダッシュいちばんかようきょく）は、岐阜放送ラジオで『ダイナミックナイター』のレインコート番組として放送していた音楽番組である。また2015 - 2016年には不定期ながらナイターオフ期にも放送されていた。
本稿では、その後継として2016年ナイターシーズンより2019年6月まで放送された『GO! GO! ミュージックナイター』（ゴー! ゴー! ミュージックナイター）、2019年7月から放送されている『ぎふチャン Music Sharing』（ぎふチャン ミュージックシェアリング）についても扱う。

## 放送時間
- 土曜 7:20 - 7:35 （2022年1月 - ）
- 下記編成時に不定期（後述）

- 土曜 16:15 - 16:30 （2021年4月 - 12月）

### 2019年10月以前の編成
- 17:55 - 21:30（GO! GO! ミュージックナイターのナイター中継中止時バージョン、及び土日は2017年以降21:00まで）
  - ただし、日曜はボートレースラジオ実況中継（文化放送からのネット受け）がある場合、20時30分で終了となる他、編成や深夜の放送設備メンテナンスの関係で21時までに短縮されたこともある。

※2013年度までは月曜日に巨人戦の放送可能カードがあるときだけナイター中継か、雨天中止時にRF製作の予備番組が流れ、巨人戦の放送がないときは別の定時番組を編成していた。2014年度からは月曜日は巨人戦の有無にかかわらずナイター中継を原則として実施しないことになった。

番組は2部構成で、18・19時台の第1部は主に「ピックアップアーチスト」と題して、特定した1人の歌手・作詞・作曲家・音楽家にスポットを当てて、その人物の楽曲に特化したものをかけていた。20・21時台の第2部は最近発売された話題の新譜やアルバムを取り上げていた。『GO! GO! ミュージックナイター』への改題後も、この構成は踏襲されている。
なお、番組はもともと放送が予定されている場合は生放送となっていたが、2016年以降の『GO! GO! ミュージックナイター』では『ダイナミックナイター』の放送予定試合が中止となった場合は、録音バージョンでの放送となり、18・19時台は1時間ごとに年代によって特集した邦楽、20時台は洋楽が放送される。また、この録音バージョンは『60TRY部』内のローカル枠でも放送されるほか、日曜に競艇ナイトレースの中継がある場合には20時台前半枠の穴埋めで放送されることがあった。また、2018年以降の『GO! GO! ミュージックナイター』は状況にかかわらず録音バージョンによる放送となった。
上記に加え、ぎふチャンラジオの複数の番組に出演していたオカダミノルが2019年8月末で同局の全番組から降板したことを受けて、「オカダミノルの黄昏ないday!Sunday」の代替として同年9月1日から9月29日まで日曜16:00 - 16:25、「復刻版ヤングスタジオ1431 〜嗚呼!!あの日に帰れない〜」の代替として同年9月3日から9月24日まで火曜22:00 - 25:00（水曜1:00）にもそれぞれ放送されていた。

## 放送日
- - 土曜・日曜にラジオ日本が『ラジオ日本ジャイアンツナイター』を放送する場合に差し替え、17:55 - 21:00（18:55 - 19:00は岐阜新聞ニュースのため中断）[1]。
  - 日曜にボートレースラジオ実況中継（文化放送）を20:30からネットする日の20:00 - 20:30[2]。
  - 12月にラジオ日本が箱根駅伝の事前番組を放送するため、ネット送出番組を短縮した時の埋め合わせとして放送[3]。

### 2017年以前の編成
放送は不定期。この番組が放送される場合は以下のケース。
- 『ラジオ日本ジャイアンツナイター』で中日ドラゴンズ主催の巨人戦を中継する場合。

中継権利上、ぎふチャンと同一エリアのCBCラジオの制作で放送されるため。
2017年度
- 土曜・日曜にRFにおいてナイターが放送される場合。（2018年度と同じケース）

2016年度まではこのケースの場合もRFからのネット受けを行っていたが、2017年度からは週末のナイター中継のネットを全面的に取りやめたため、本番組に差し替えることになった。このため、対戦相手が中日である場合、『ラジオ日本ジャイアンツナイター』はCBCへネットされるようになった（デーゲームについては既に2016年度から実施）。
2016年度（『GO! GO! ミュージックナイター』へ移行してから）より
- 放送予定のカードが中止となった場合

この場合、RF（CRKがネットする場合も同様）ではJRN系列局から予備カードのネットを行うが、GBSでは本番カードの中止の時点で本番組へ切り替える（この場合は21時までの録音バージョンを放送）。該当する予備カードの主催球団が中日以外であっても同様の措置を採るため、RF・CRKが結果的に巨人戦・予備カード全試合とも中止となり、「ジャイアンツナイター・麻布台スタジアム」を放送することになった場合もGBSではネットしない。
- 『CBCドラゴンズナイター』でRF自社制作の『ラジオ日本ジャイアンツナイター』をネットまたは雨天予備カードとして編成している場合

通常CBCラジオは中日戦を放送するが、CBCラジオに放送権のない「ヤクルト対中日」の開催日や、移動日等で中日の試合自体がない場合には、JRN本番カードのネット受けを行う。この場合、JRN本番カードがRF自社制作の巨人主催試合となる場合は、RFとCBCで同一の放送内容となることから、「中日対巨人」の開催日と同様の扱いとなる。また、CBCラジオが通常通り中日戦を放送する場合であっても、中日戦が屋外球場での開催で、かつその予備カードとしてRF制作の巨人戦が組み込まれている場合は、予め同様の措置を取る。
なお、2017年までの「巨人対中日」についてはCBCとGBSの双方に配慮して、従来通りTBSラジオがJRN向けを制作していた。
- 中日が関与しない巨人主催ゲームとDeNA主催の巨人戦でTBSラジオ-JRNとRFが別制作し、CBCラジオが上記の理由で巨人戦をTBS-JRN受けで本番カードとした場合

この場合、GBSはRFからネット受けへの支障がないためそのまま放送することが多いが、まれにネット受けせず本番組を放送することがある。
- 『ラジオ日本ジャイアンツナイター』と『CBCドラゴンズナイター』の双方で、JRN本番カードとしての巨人ビジターゲームをネット受けする場合

前述のようにCBCが中日戦の放送ができずJRN本番カードのネット受けを行う日に、該当カードが巨人ビジターゲームの場合、こちらもRFとCBCで同一の放送内容となることから、「中日対巨人」の開催日と同様の扱いとなる。
- その他、一部を除く地方球場での巨人主催試合

2015年まではRF制作の巨人主催試合はFC岐阜戦中継と重複する場合等を除きネット受けしていたが、2016年より主催試合でも一部を除く地方球場開催試合はネット受けせず、この番組を放送する。
2015年度より
- 『ラジオ日本ジャイアンツナイター』または『ラジオ日本マリーンズナイター』として、巨人の絡まない試合を放送する場合。

2014年度まではこのケースの場合もRFからのネット受けを行っていたが、2015年度からは巨人の絡まない試合のネット受けを取りやめたため、本番組に差し替えることになった。
2014年度まで
- 土曜・日曜に巨人主催のデーゲームが実施された場合。

RFからの裏送りによるデーゲーム生中継の有無にかかわらず、ナイター枠ではこの番組を放送する（RFはデーゲームの撮って出し録音放送）。編成都合上デーゲーム生中継ができなかった場合も、RFの録音ナイターはネットしない。
これ以外の中継予定試合の中止時や中継カードが無い場合はRF発のレインコート番組を放送するが、まれに（主に水・土・日曜日）FC岐阜主管試合のJリーグ中継、または主に土・日曜日に競艇のSG・プレミアムGIクラスのナイターレースが実施されるときに、RFからのネット受けではなく、時間調整として当番組を編成する場合もある。ただし月曜日に上記の例に該当した場合、ナイター枠では通常の月曜定時番組を放送するため、『ダッシュ一番歌謡曲』の放送もない。
なお、2011年度以後の日曜日は、巨人主催の日曜ナイターが年1回程度であり、ビジター戦の放送も平日のみとなっているため、ナイター枠自体は確保されているが、もっぱら『ダッシュ一番歌謡曲』（巨人主管試合のデーゲーム日）とRF発の番組（RFで放送できない巨人ビジターの試合の該当日）のどちらかしか放送されない格好になっている。また平日についても、巨人が絡まない試合、及び週末にまたぐ金曜日は巨人がビジターであっても試合中継の放送本数が削減され、RFの予備番組のネットが増えており、中日主催試合の放送も全体で1カード程度となっていることから、本番組は平日よりも週末に放送されるケースの方が多くなっていた。
2012年は平日が祝日などと重なってデーゲームとなった場合でも、GBSは同時ネットならびに事前裏送り出し放送のいずれも行わないことになり、該当される日はRFのナイター枠予備番組のネットのみとなっている。
2015年はラジオ日本が土日のデーゲーム中継を、自社向けの録音ナイター、GBS向けの事前裏送り出し放送とも廃止することになり、巨人がデーゲームの場合はRFのナイター枠予備番組のネットとなるほか、火-木曜日においても放送権の関係で放送不可となっているヤクルト・中日戦以外の巨人のビジターゲームの中継自体行わず、「中日対巨人戦」（中日主管）の開催日であってもRFからの予備番組のネットが増えていることから、本番組の放送機会はさらに減少する一方、GBSが巨人戦以外のカードのネット受けを取りやめたため、RFが巨人戦以外のカードを中継する場合の差し替え番組としても放送されることになった。
2016年ナイターシーズンからは、RFがJRNと提携したことで巨人ビジターゲームの中継が強化され、RFにおいては本番の試合が雨天中止となった場合の予備カード（JRNナイターの配列順位に沿う）が復活したが、上述のとおりCBCとの放送権干渉（サービスエリア重複）を避ける観点から、ぎふチャンでは予備カードのネットを行わないことになった。それに伴いぎふチャン独自のレインコート番組の放送機会も増えることを受け、『ダッシュ一番歌謡曲』としては終了し、後継番組として『GO! GO! ミュージックナイター』が開始されることになった。
2018年以降は元からナイター中継がない平日についてRFからのネット受けを行わないことになり、曜日別の帯番組Nine oh! for youにリニューアルしたため、この番組は土日のみの放送となった。
『GO! GO! ミュージックナイター』の放送は2019年6月で終了となり、7月から『GO! GO! ミュージックナイター』録音バージョンの趣旨を引き継いだ『ぎふチャン Music Sharing』がスタートした。
なお、80年代は「岐阜放送ミュージックナイター」のタイトルで放送しており、放送時間を何部かに分け、各部に野球にちなんだサブタイトルをつけて放送していた。例えば19時台の第二部は「歌謡曲クリーンヒット」という具合である。
1. ↑  ラジオ日本がナイター中継を編成しない場合はラジオ日本が放送するレインコート番組をそのまま同時ネットするが、レインコート番組が特別編成となった場合にも差し替えて放送される場合がある（ナイターオフ含む）
2. ↑  通常放送される『クリス松村の「いい音楽あります。」』を休止し差し替え
3. ↑  通常は20:00で終了する土曜日の「タブレット純 音楽の黄金時代」と日曜日の「THE BEATLES 10」が短縮となった後の19:45 - 20:00
4. ↑  2011年度は土日とも『山本さゆりのミュージックパーク』、2012年度は土曜日「全米トップ40 THE 80'S」、日曜日「松永二三男の夕ラジ」・「流行歌最前線」、2013・14年度は土曜日「全米トップ40 THE 80's」（2014年度はこれに「中央競馬的中戦隊☆アテルンジャー」も）、日曜日「宮川賢の日曜!えぴきゅりあん」、2015年度は土曜日「三波豊和の歌うラジオ」と「中央競馬的中戦隊☆アテルンジャー」、日曜日「全米トップ40 THE 80'S」と「クリス松村の「いい音楽あります。」、2017年度は土曜日「タブレット純の音楽の黄金時代」と「山本小百合のミュージックパーク」、日曜日「宮治惇一の名盤アワー」、「NEWSぎふチャン・天気予報」、「THE BEATLES 10」、「クリス松村の「いい音楽あります。」」

## パーソナリティ
- 『ぎふチャン Music Sharing』は曲間のアナウンスは基本的にAIによる人工音声によるアナウンスとなる。
- 火曜22:00からの放送は9月10日-24日は平野さわこが務めた（かつて放送されていた「音番パラダイス」のDJを担当）。

- それ以前の番組では生放送の場合は男女ペア形式、録音放送の場合は女性1人での放送であるが固定されておらず、東海圏で活動しているタレント・フリーアナウンサーが日替わりで務める。以下は2016年度の『GO! GO! ミュージックナイター』における実績。
  - 男性 - 森本涼平・近藤樹・綿谷拓郎
  - 女性 - 岩田ちとせ・林景子

## 放送するスタジオについて
- 原則としてサテライトスタジオからの放送は無く、一般のラジオスタジオから放送していた。今小町時代はサンシャインスタジオにカーテンをかけた状態で放送していた。